# 伊西多尔·保罗维奇·那汤松
伊西多尔·保罗维奇·那汤松（俄语：Исидор Павлович Натансон；1906年2月8日—1964年7月3日），是一名出生于瑞士的苏联数学家，是分析学中列宁格勒学派的代表人物。那汤松的主要研究领域是实变函数论和函数构造论，其专著《实变函数论》和《函数构造论》影响很广。

## 生平
伊西多尔·保罗维奇·那汤松出生于瑞士苏黎世。其父亲名叫帕维尔·尼科拉耶维奇·那汤松(Павел Николаевич Натансон)，母亲叫薇拉·雅克列夫娜·帕帕珀特(Вера Яковлевна Раппапорт，是安-斯基的侄女)。“伊西多尔”(«Исидор»)一名源于古希腊语名字“Ἰσίδωρος”(Isídôros)，意为“(埃及神)伊西斯的礼物”(«дар Изиды»)。“保罗维奇”是他爸爸名字“帕维尔”的父姓形式。
1929年，他从列宁格勒大学(今圣彼得堡国立大学)本科毕业，曾受教于菲赫金哥尔茨。自1930年起，他同列昂尼德·维塔利耶维奇·康托罗维奇、德米崔耶姆·法德耶维等一同在列宁格勒工业建造研究所教书。自1934年起，他在聖彼得堡國立資訊科技機械與光學大學一教研室担任小组领导。1935年不经论文答辩而直接被授予数学物理副博士学位，1937年经论文答辩获得了全博士学位，1939年获得了教授职称。1943年，因苏德战乱而转移到巴尔瑙尔并开始在列宁格勒建筑工程学院工作。1957年，换到列宁格勒大学工作。自1960年起，担任数学分析教研室主任(其导师菲赫金哥尔茨曾长期在该校担任此职务)。
1964年去世后葬于红色公墓。他的儿子嘎拉德·伊西多洛维奇·那汤松(Гаральд Исидорович Натансон，1930年-2003年)也是一名数学教授。在撰写《实变函数论》的过程中，其子嘎拉德·那汤松和菲赫金哥尔茨等都对书稿提出过有价值的建议。

## 影响
那汤松的主要研究领域是实变函数论和函数构造论，书中有一些定理是以他本人的名字命名的。此外他还研究过正交多项式、插值法、矩问题和吉布斯现象等问题(具体可见页面下方的外部链接)。在中国大陆向苏联学习的期间，他写的《实变函数论》曾是中国大陆最重要的实变函数论参考教材。该书对预备知识要求很少(只需要熟悉初等微积分的知识并了解一点点基础数学分析的概念)，容易上手，用语严谨但又并不晦涩，而且材料丰富、论述详尽、言简意赅，时至今日仍影响着大陆许多实变函数论教材的教学框架。相比于中国大陆翻译的国外数理类教材普遍译文质量不高(不少译者在译文时保留了原文从句的语序，而造成译文读起来并不通顺)，徐瑞云和陈建功所译的《实变函数论》是一本难得的语言流畅的精品译作，以致于该书第5版的校订者在前言中曾提到自己几乎找不到什么可以改动的地方。令人遗憾的是，徐瑞云和陈建功在文革动乱中都因不堪迫害而死。中国大陆其它一些相关领域的著作如王梓坤所写的《概率论基础及应用》在用到实变函数论中的定理时，也常建议读者参考该书中的定理证明。

## 主要作品
- 《实变函数论》（«Теория функций вещественной переменной»，专著，1941年4修订）
- 《函数构造论》（«Конструктивная теория функций»，专著，共3卷，1949年）
- 《关于最大和最小的最简单问题》（«Простейшие задачи на максимум и минимум»，科普读物，1950年）
- 《无穷小之和》（«Суммирование бесконечно малых»，科普读物，1953年）
- 《高等数学简明教程》（«Краткий курс высшей математики»，教科书，1963年）